# Københavns Red
Københavns Red er betegnelsen for den åbne ankerplads1 ud for København. Her lå flåden opankret op til Slaget på Reden.
Reden bruges stadig til opankring af skibe, der ikke kan eller vil gå til kajs.

## Ordet "red"
- Ordet "Red" i ODS på nettet

| Vandsport/vandtransport | Spire Denne vandsports- eller vandtransportsartikel er en spire som bør udbygges. Du er velkommen til at hjælpe Wikipedia ved at udvide den. |

55°43′00″N 12°38′00″Ø / 55.71667°N 12.63333°Ø